# Prémio Screen Actors Guild 1996
A 2ª edição dos Prémios Screen Actors Guild foi apresentada em Los Angeles em 24 de fevereiro de 1996.

## Vencedores

### Filme
- Performance de um Actor num Papel Principal
  - Nicolas Cage, Leaving Las Vegas
- Performance de uma Actriz num Papel Principal
  - Susan Sarandon, Dead Man Walking
- Performance de um Actor num Papel Secundário
  - Ed Harris, Apollo 13
- Performance de uma Actriz num Papel Secundário
  - Kate Winslet, Sense and Sensibility
- Performance de um Elenco
  - Apollo 13

### Televisão
- Performance de um Actor numa Minisérie ou Filme para Televisão
  - Gary Sinise, Truman
- Performance de uma Actriz numa Minisérie ou Filme para Televisão
  - Alfre Woodard, The Piano Lesson
- Performance de um Actor numa Série Dramática
  - Anthony Edwards, E.R.
- Performance de um Actriz numa Série Dramática
  - Gillian Anderson, The X-Files
- Performance de um Actor numa Série de Comédia
  - David Hyde Pierce, Frasier
- Performance de um Actriz numa Série de Comédia
  - Christine Baranski, Cybill
- Performance de um Elenco numa Série Dramática
  - E.R.
- Performance de um Elenco numa Série de Comédia
  - Friends
- Prémio Carreira Screen Actors Guild Awards:
- Robert Redford